# Wapen van Westland

Wapen

Vlag

Het wapen van Westland is ingesteld in 2004 na het ontstaan van de nieuwe gemeente Westland.
Het wapen van Westland bevat delen van de wapens van de vorige gemeenten die opgingen in Westland. Op de bovenste zijde wordt een leeuw getoond wat staat voor de relaties van de graven van Holland die zij in de Middeleeuwen hadden met de heren van Naaldwijk. De leeuw van Holland en die van Naaldwijk zijn precies hetzelfde. De leeuw van 's-Gravenzande verschilt wel met die van Holland, maar is daar wel van afgeleid. De kleuren van De Lier komen terug doordat de in het bovenste gedeelte van het schild de kleuren rood en wit gehandhaafd zijn. Het onderste deel staat voor het vruchtbare Westlandse land achter de duinen. De zilverkleurige tanden staat voor de glastuinbouw, wat in de regio zeer belangrijk is. De vijf punten stellen de vijf voormalige gemeenten voor die gezamenlijk de krachten hebben gebundeld. Boven op het schild is een parelkroon te zien, die afgeleid is van het schild van Monster. Monster had als enige gemeente een parelkroon boven het schild en wordt inmiddels niet meer verleend, alleen deze bestaande kon nog overgenomen worden.
De beschrijving is als volgt: Doorsneden; I in zilver een uitkomende leeuw van keel getongd en genageld van azuur; II in sinopel een vijfmaal uitgetande dwarsbalk van zilver. Het schild gedekt met een gouden kroon van veertien parels, waarop drie parels.

## Vlag
Sinds 2005 heeft de gemeente de huidige vlag. In deze vlag zijn elementen van het wapen verwerkt.

## Verwante wapens
De volgende wapens zijn verwant aan het wapen van Westland:

De leeuw komt uit het wapen van Naaldwijk
De parelkroon komt van het wapen van Monster

Alblasserdam
· Albrandswaard
· Alphen aan den Rijn
· Barendrecht
· Bodegraven-Reeuwijk
· Capelle aan den IJssel
· Delft
· Den Haag
· Dordrecht
· Goeree-Overflakkee
· Gorinchem
· Gouda
· Hardinxveld-Giessendam
· Hendrik-Ido-Ambacht
· Hillegom
· Hoeksche Waard
· Kaag en Braassem
· Katwijk
· Krimpen aan den IJssel
· Krimpenerwaard
· Lansingerland
· Leiden
· Leiderdorp
· Leidschendam-Voorburg
· Lisse
· Maassluis
· Midden-Delfland
· Molenlanden
· Nieuwkoop
· Nissewaard
· Noordwijk
· Oegstgeest
· Papendrecht
· Pijnacker-Nootdorp
· Ridderkerk
· Rijswijk
· Rotterdam
· Schiedam
· Sliedrecht
· Teylingen
· Vlaardingen
· Voorne aan Zee
· Voorschoten
· Waddinxveen
· Wassenaar
· Westland
· Zoetermeer
· Zoeterwoude
· Zuidplas
· Zwijndrecht

Dorpswapens: Heerjansdam
· Maasland
· Scheveningen
· Schipluiden